# Абдуллаев, Фатхулла Хабибуллаевич
Фатхулла́ Хабибулла́евич Абдулла́ев (узб. Fathulla Habibullayevich Abdullayev; род. 14 января 1948, Ташкент, Узбекская ССР, СССР) — советский и узбекский физик, доктор физико-математических наук, лауреат Государственной премии имени Абу Райхона Беруни, обладатель Медали имени Аль-Хорезми, заслуженный деятель науки Республики Узбекистан.

## Биография
Фатхулла Хабибуллаевич Абдуллаев родился 14 января 1948 в Ташкенте, Узбекская ССР.

### Образование
- С 1954 по 1964 год — обучался в средней школе № 82, которую закончил экстерном.
- С 1964 по 1969 году — обучался на физическом факультете Ташкентского государственного университета.

### Служба в армии
- С 1969 по 1971 год — служил в Вооружённых силах СССР[3].

### Научная степень
- 1975 год — на объединённом научном совете АН УзССР Фатхулла успешно защищает диссертацию на степень кандидата физико-математических наук — «Теория слабых взаимодействий с неполиноминальными лагранжианами».
- 1985 год — на научном совете Института теоретической физики в Киеве защищает докторскую диссертацию — «Динамика солитонов в неоднородных средах».

### Учёное звание
- 1990 год — получает звание профессора.

### Работа
- В 1971 году начал исследование моделей типа Ли с неполиноминальными лагранжианами и нелокальными взаимодействиями во время своей аспирантуры в ОИЯИ в Дубне. Затем он перешёл к исследованиям квазиклассического предела квантовой электродинамики с гравитацией.
- С 1986 по 1992 год — работает заместителем руководителя по науке, а затем и руководителем Отдела теплофизики АН РУз[2][3].
- С 1977 года — работает старшим научным сотрудником в Отделе теплофизики Академии наук Узбекской ССР.
- С 1987 года — работает приглашённым профессором в научных центрах Австралии, Великобритании (1993), Германии (1995), Бразилии (1999—2000, 2006—2007), Греции, Дании, Италии (1991, 2005), Испании (1992), Малайзии, Португалии, США (1998, 2001), Финляндии, Франции (1993, 1994, 1997, 2004) и Японии[3].
- С 1992 по 1997 год — возглавляет экспертный совет по физике Высшей аттестационной комиссии Республики Узбекистан.

### Награды
- 1989 год — присуждена Государственная премия по науке и технике имени Абу Райхона Бируни за цикл работ по «Исследованию нелинейных волновых процессов взаимодействия лазерного излучения с веществом»[3].
- 1995 год — звание «Заслуженный деятель науки РУз».
- 2003 год — Медаль имени Аль-Хорезми за цикл работ по исследованию бозе-эйнштейновского конденсата[2][3].

## Научный вклад
- Является создателем мировой научной школы по нелинейной физике.
- Предсказал связанное состояние протона и доменные стенки в молекулярных цепочках, динамический хаос солитонов, возникающий в неоднородной среде под действием внешнего поля.
- Создал теорию солитонного ответвителя, которая потом была доказана экспериментально.
- Предсказал существование оптического аналога локализации Андерсона в решётках из оптических волокон со случайными параметрами, который экспериментально наблюдала группа Ф. Ледерера в 2004 году.
- Нашёл новую область модуляционной неустойчивости в оптических волокнах, подтверждённую в 2003 году группой Г. Миллота.
- Предсказал нелинейный резонанс и хаос в конденсате, находящемся в двухъямном потенциале с переменной константной связи[3].

## Основные научные работы

### Монографии
- F. Kh. Abdullaev, P. K. Khabibullaev, Dynamics of Solitons in Inhomogeneous Condensed Media, Fan Publ., Tashkent, 1986, 200pp.
- F. Kh. Abdullaev, S. A. Darmanyan and P. K. Khabibulaev, Optical solitons, Fan Publ., Tashkent, 1987, 180pp.
- F. Kh. Abdullaev, Dynamical Chaos of Solitons, Fan Publ., Tashkent, 1990, 200pp.
- Optical Solitons, F. Kh. Abdullaev (Ed.), World Scientific, Singapore, 1991.
- Nonlinearity and Disorder, F. Kh. Abdullaev, A. R. Bishop, and St. Pnevmatikos (Eds.), Springer Series in Solid State, v.67, Springer-Verlag, Heidelberg, 1992.
- F. Kh. Abdullaev, S. A. Darmanyan and P. K. Khabibullaev, Optical Solitons, Springer-Verlag, Heidelberg, 1993.
- F. Kh. Abdullaev, Theory of Solitons in Inhomogeneous Media, John Wiley, Chichester, 1994.
- Nonlinearity with Disorder: Theory and Applications, F. Kh. Abdullaev, O. Bang and M. P. Soerensen (Eds.), NATO Sience Series, vol.45, Kluwer Academic Publisher, 2001.
- Nonlinear Waves: Classical and Quantum Aspects, F. Kh. Abdullaev and V. V. Konotop (Eds.), NATO Science Series, vol.153, Kluwer Academic Publisher, 2004.
- F. Kh. Abdullaev, Nonlinear Matter Waves in Cold Quantum Gases, IIUM press, Kuala Lumpur, Malaysia, 2005.

### Обзоры
- F. Kh. Abdullaev, Dynamical chaos of solitons and of nonlinear periodic waves, Physics Reports, v.179, n1, 1-78, 1989.
- F. Kh. Abdullaev and S. A. Darmanyan, Chaotic dynamics of solitons and breathers, In «Disorder and Nonlinearity», A. R. Bishop, D. Campbell, S. Pnevmatikos (Eds.), Springer-Verlag, Heidelberg, Proc. in Physics, vol. 39, p. 93, 1989.
- F. Kh. Abdullaev, Chaotic dynamics of optical solitons, In «Proc. Les Houshes School on Optical Solitons», S. Wabnitz, V. E. Zakharov (Eds), Edition de Physique-Springer, 1999.
- F. Kh. Abdullaev, S. A. Darmanyan, J. Garnier, Modulational Instability of Electromagnetic Waves in Inhomogeneous and Discrete Media, In «Progress in Optics», E. Wolf (Ed.), Chapter 5, v.44, pp. 303—365, North- Holland, Elsevier, 2002.
- F. Kh. Abdullaev, Dynamical stabilization of nonlinear waves, In «Nonlinear Waves: Classical and Quantum Aspects», Kluwer Academic Publishers, Dodrecht, 2004.
- F. Kh. Abdullaev, Discrete dissipative solitons, In «Dissipative Solitons», N. Akhmediev and Ankiewicz (Eds.), pp. 327—341, Springer-Verlag, 2005.
- F. Kh. Abdullaev and J. Garnier, Optical solitons in random media, E. Wolf (Ed.), Progress in Optics, v.48, Chapter 2, 2005.
- F. Kh. Abdullaev, A. Gammal, A. Kamchatnov, and L. Tomio, Dynamics of bright matter wave solitons in a Bose-Einstein condensate, Int. J. Mod. Phys. B 19, 3415 2005.
- F. Kh. Abdullaev and J. Garnier, Bright solitons in Bose-Einstein condensates, in «Emerged Nonlinear Phenomena in Bose-Einstein Condensates», D. Frantzeskakis, P. Kevrekidis (Eds.), Springer, 2008.